# 로마 조각
고대 로마 조각은 고대 그리스 조각과 관련한다.

## 개요
로마 조각은 그리스 미술의 영향에서 출발, 그것을 로마인 특유의 현실적인 소질과 조형 의욕 속에 동화시키고, 점차로 로마 조각이라는 독자적 양식으로 발전시켰다. 로마인이 이탈리아 본토를 정복하고, 다시 그 지배권이 지중해, 세계 전역에 미친 기원전 1세기경은, 그들이 그리스 문화를 많이 받아들여서 미술사상 그레코로만 시대라고 불리는 시기를 그었다. 조각에 있어서는 그리스의 영향이 특별히 현저하여, 기원전 2세기 후반에 로마가 그리스를 정복한 이래 대부분의 그리스 조각이 로마로 운반되고, 또한 파시텔레스를 비롯하여 다수의 그리스의 예술가를 로마로 불러들여서 고전의 명작을 모방시켰다. 로마 시대 초기의 훌륭한 초상 조각으로서 알려진 <로마의 웅변가>(루브르 미술관)의 상(像)은 아테네에서 로마로 이주(移住)한 클레오메네스가 만든 것이라 한다. 초상 조각에는 로마 조각의 훌륭한 독창성이 보이는데, 그것은 단순한 용모의 모방이 아니라 성격 묘사의 교묘한 점인 것이다. 베스파시아누스 황제, 티투스 황제, 카라칼라 황제와 같은 역대의 황제 초상에서는, 거친 풍모(風貌) 속에 잔인한 성격을 생생하게 표현하고 있다. 로마의 평화를 확립한 아우구스투스 황제(재위 전 27년∼후 14년) 시대의 조각은, 극단적인 것이나 추악한 것까지도 추구한 헬레니즘 예술에 대한 반성으로서, 단정하고 고전적인 양식으로 복귀하려는 현상이었다. 유명한 <프라마 포즈타의 아우구스투스 상>(바티칸 미술관), <아라 파키스>(평화의 제단)의 부조(浮彫)(테르메 미술관), <아우구스투스 상>(루브르 미술관) 등은 그리스의 고전적인 단정함과 로마적 사실성을 교묘히 융합시킨 초기의 걸작이다. 개인의 명예나 공적을 중히 여긴 로마인은 유명한 기념문이나 기념탑을 세워 그것을 부조로 꾸몄다. 콘스탄티누스 황제 기념문(315년？)이나 트라야누스 기념탑(후113∼114년)은 대표적이다. 트라야누스의 기념탑은 높이 27m, 탑신(塔身) 전면에 황제가 다키아인을 정복한 상황을 나선상(螺線狀)의 대상(帶狀)의 부조로 나타내고 있다. 로마 시대의 부조는 그리스의 조소성(彫塑性)과는 달리 회화성이 강조되고, 빛과 깊은 그림자로써 격정적인 표현 효과를 추구했다. 후기의 부조에는 특히 이 경향이 강하여, <루도비시의 석관(石棺)>(테르메 미술관)이나 <가라테아인(人) 석관>(카피톨리노 미술관)의 부조는 이미 그리스의 전통을 떠나 동방적 정신에 영향받은 중세적 표현에 가깝다. 이것은 부조뿐만 아니라 디오클레티아누스제(재위 284∼305년) 이후의 자유 조각에 있어서도 명백하다.

## 같이 보기
- 로마 미술

## 참조
- 이 문서에는 다음커뮤니케이션(현 카카오)에서 GFDL 또는 CC-SA 라이선스로 배포한 글로벌 세계대백과사전의 내용을 기초로 작성된 글이 포함되어 있습니다.